# Слободское (Первомайский район)
Слободское (укр. Слобідське; до 2016 г. Пра́вда) — посёлок, Правденский сельский совет, Первомайский район, Харьковская область, Украина.
Код КОАТУУ — 6324586201. Население по переписи 2001 года составляет 960 (442/518 м/ж) человек.
Является административным центром Правденского сельского совета, в который не входят другие населённые пункты.

## Географическое положение
Посёлок Слободское находится на расстоянии в 3 км от Берекского водохранилища (река Берека).
Посёлок окружен большим садовым массивом.

## История
- 1929 — дата основания.
- 2016 — посёлок Правда переименован в Слободское.

## Достопримечательности
- Братская могила советских воинов; памятный знак воинам-односельчанам. Похоронено 11 воинов.